# Babatngon
Babatngon è una municipalità di quarta classe delle Filippine, situata nella Provincia di Leyte, nella Regione di Visayas Orientale.
Babatngon è formata da 25 baranggay:
- Bacong
- Bagong Silang
- Biasong
- Gov. E. Jaro (Bagahupi)
- Guintigui-an
- Lukay
- Malibago
- Magcasuang
- Naga-asan
- Pagsulhugon
- Planza
- Poblacion District I
- Poblacion District II

- Poblacion District III
- Poblacion District IV
- Rizal I
- Rizal II
- San Agustin
- San Isidro
- San Ricardo
- Sangputan
- Taguite
- Uban
- Victory
- Villa Magsaysay